# 染·鐘樓謎團
《染·鐘樓謎團》（英語：Blood on the Clocktower），又譯《血染鐘樓》，是由斯蒂芬·梅德韋（Steven Medway）設計，2022年由出版的桌上社交演繹推理遊戲。目前實體遊戲已經推出了英文、以及簡體中文（由中國大陸的集石桌遊代理）。

## 遊戲設計
《染·鐘樓謎團》包含三個以「鴉木布拉夫鎮」為背景的劇本，分別為〈暗流湧動〉、〈黯月初升〉及〈夢殞春宵〉，配備不同的遊戲角色。角色分屬好人及壞人兩陣營，在角色牌上以藍色和紅色分辨。好人陣營由具協助己方之技能的鎮民角色和功能會擾亂己方的外來者角色組成，以處決惡魔為目標；壞人陣營則由負責每晚殺害玩家的惡魔角色和具擾亂好人方之技能的爪牙角色，以屠殺敵方為目標。玩家均會獲分發一角色，透過遊戲中獲得的資訊協助己方獲勝。遊戲由名為「說書人」的主持人操控，負責操作遊戲流程並依情況提供遊戲資訊。
說書人會在遊戲開始前擇一劇本，並依遊戲人數由該劇本中選擇登場角色。遲到或可能提早離場的玩家亦可獲發旅行者類角色，並由說書人決定該玩家所協助之陣營。這些玩家的旅行者角色會公開宣佈，但其協助陣營則不會公開。旅行者角色不計入所協助陣營，亦不影響陣營獲勝條件。
遊戲分為黑夜和白天兩個交替的階段。所有玩家將於黑夜階段閉眼，由說書人分別喚醒玩家，依角色提供資訊或使用技能。玩家可於白天階段公開討論或私下與其他玩家聊天，以此交換資訊並作出推理；已死亡的玩家仍可參與討論。玩家在一定時間（由說書人決定）後聚集，提名及以多數制投票決定該天處決的玩家。玩家死亡後仍可行使一次投票權利。

## 反應
《染·鐘樓謎團》經多年的測試，在2018年成功透過Kickstarter籌得超過57萬美元。遊戲發展期間曾於2018年的PAX及英國遊戲展等展覽展出，並在遊戲推出後募款舉辦主題展覽。《染·鐘樓謎團》亦在2022年獲改編為英國倫敦老紅獅劇場的戲劇劇目。
英國桌上遊戲網站《Wargamer》形容《染·鐘樓謎團》為「各方面最優勝的社交演繹推理遊戲」，指《染》「達到成為一款出色的社交演繹推理遊戲所需的一切，並解決該類型遊戲的多個主要問題」。《染·鐘樓謎團》亦於2022年獲得另一英國桌上遊戲網站《Tabletop Gaming》的「最佳聚會遊戲」獎項。

## 手機版/網上版
《染》之正版繁體中文手機遊戲於2022年11月4日發佈，但因不明原因下架；官方英文線上版則仍於測試階段中。
目前網上版僅有說書人工具"線上魔典"，聊天討論需要安裝其他聊天用程序。

## 外部連結
- 官方网站
- BoardGameGeek上的染·鐘樓謎團
- 染·鐘樓謎團線上測試版

（页面存档备份，存于）
- 染·鐘樓謎團(簡體中文)線上測試版 （页面存档备份，存于）